# Tannhäuser (gra planszowa)
Tannhäuser – francuska przygodowa gra planszowa wydana przez wydawnictwo Take On You. Wersja angielska gry została wydana przez wydawnictwo Fantasy Flight Games.
Grę zaprojektowali William Grosselin, Didier Poli.
W świecie w jakim rozgrywa się gra Wielka Wojna nie zakończyła się w 1918 roku i trwa w roku 1949.